# 害虫 (映画)
『害虫』（がいちゅう）は、2002年製作の日本映画。塩田明彦監督作品。

## 概要
日常から切り離され、中学をドロップアウトした少女の物語。タイトルの意味は監督自身が「サチ子こそが害虫であり、ゴジラである」とコメントしているように、図らずも周囲の人々を破滅させていくサチ子の比喩表現である。
2002年日本映画プロフェッショナル大賞作品賞・監督賞受賞。2001年ヴェネツィア国際映画祭正式出品作品。2001年ナント三大陸映画祭コンペティション部門主演女優賞（宮崎あおい）&審査員特別賞受賞。

## 出演
- 北サチ子 - 宮崎あおい
- 緒方智 - 田辺誠一
- タカオ - 沢木哲
- 徳川 - 天宮良
- キュウゾウ - 石川浩司（たま）
- 山岡夏子 - 蒼井優
- コーヒーショップの見知らぬ男 - 伊勢谷友介
- 北稔子 - りょう
- 花坂薫平 - すずき雄作
- ルミ - 芳賀優里亜
- そう子 - 米丘ゆり
- ユキ子 - 半田美保子
- 里美 - 西満衣
- 多恵 - 三輪恵未
- 和美 - 三村恭代
- 影丸 - 佐々木麻衣
- 真野先生 - 椎名英姫
- 佐藤先生 - 頭師佳孝
- ジャージ姿の男性教師 - 寺島進
- コンビニの中年男 - 石丸謙二郎
- 携帯電話の男 - 光石研
- ラブホテルの男 - 大森南朋
- トラックの運転手 - 木下ほうか
- 公衆電話の女性 - 中村久美
- 夏子の母 - 大沼百合子

## スタッフ
- 監督 - 塩田明彦
- 脚本 - 清野弥生
- 音楽 - NUMBER GIRL
- 挿入歌 - 櫛引彩香『帰り道』
- 音楽プロデューサー - 北原京子
- 製作総指揮 - 中村雅哉
- プロデューサー - 平野隆、平井健一郎、中村聡
- 企画 - 猿川直人、谷徳彦
- 撮影 - 喜久村徳章
- 照明 - 豊見山明長
- 録音 - 臼井勝
- 美術 - 磯見俊裕
- 編集 - 菅野善雄
- 助監督 - 西村和明
- 制作プロダクション - 日活
- 製作 - 日活、TBS、ソニーPCL

## 音楽
NUMBER GIRL（向井秀徳）がこの映画に楽曲「I don't know」を提供。この曲はシングルとしてリリースされ、ミュージック・ビデオは『害虫』の映像で構成されている。カップリングには向井が『害虫』の撮影現場を見てインスピレーションを受けて作成した「サーティーン」「中学一年生」が収録されている。